# Ярмо Мюллюс
Ярмо Пентті Калеві Мюллюс (фін. Jarmo Pentti Kalevi Myllys; 29 травня 1965, м. Савонлінна, Фінляндія) — фінський хокеїст, воротар. 
Вихованець хокейної школи СаПКо (Савонлінна). Виступав за СаПКо (Савонлінна), «Ільвес» (Тампере), «Лукко» (Раума), «Міннесота Норз-Старс», «Каламазу Норз-Старс» (ІХЛ), «Сан-Хосе Шаркс», «Канзас-Сіті Блейдс» (ІХЛ), «КооКоо» (Коувола), ХК «Лулео», «Еспоо Блюз», СайПа (Лаппеенранта), ГВ-71 (Єнчопінг).
У складі національної збірної Фінляндії учасник зимових Олімпійських ігор 1988, 1994 і 1998, учасник чемпіонатів світу 1987, 1994, 1995, 1996, 1997, 1998 і 2001, учасник Кубка Канади 1987, учасник Кубка світу 1996. У складі молодіжної збірної Фінляндії учасник чемпіонатів світу 1984 і 1985. У складі юніорської збірної Фінляндії учасник чемпіонату Європи 1983.
Досягнення
- Срібний призер зимових Олімпійських ігор 1988, бронзовий призер (1994 і 1998)
- Чемпіон світу (1995)
- Чемпіон Фінляндії (1985), срібний призер (1988), бронзовий призер (1994)
- Чемпіон Швеції (1996).